# Dziura nad Jaskinią Raptawicką II
Dziura nad Jaskinią Raptawicką II – jaskinia w Dolinie Kościeliskiej w Tatrach Zachodnich. Wejście do niej znajduje się w Raptawickiej Turni, powyżej Jaskini Raptawickiej, a obok Dziury nad Jaskinią Raptawicką I, na wysokości 1154 metrów n.p.m. Jaskinia jest pozioma, a jej długość wynosi 19 metrów.

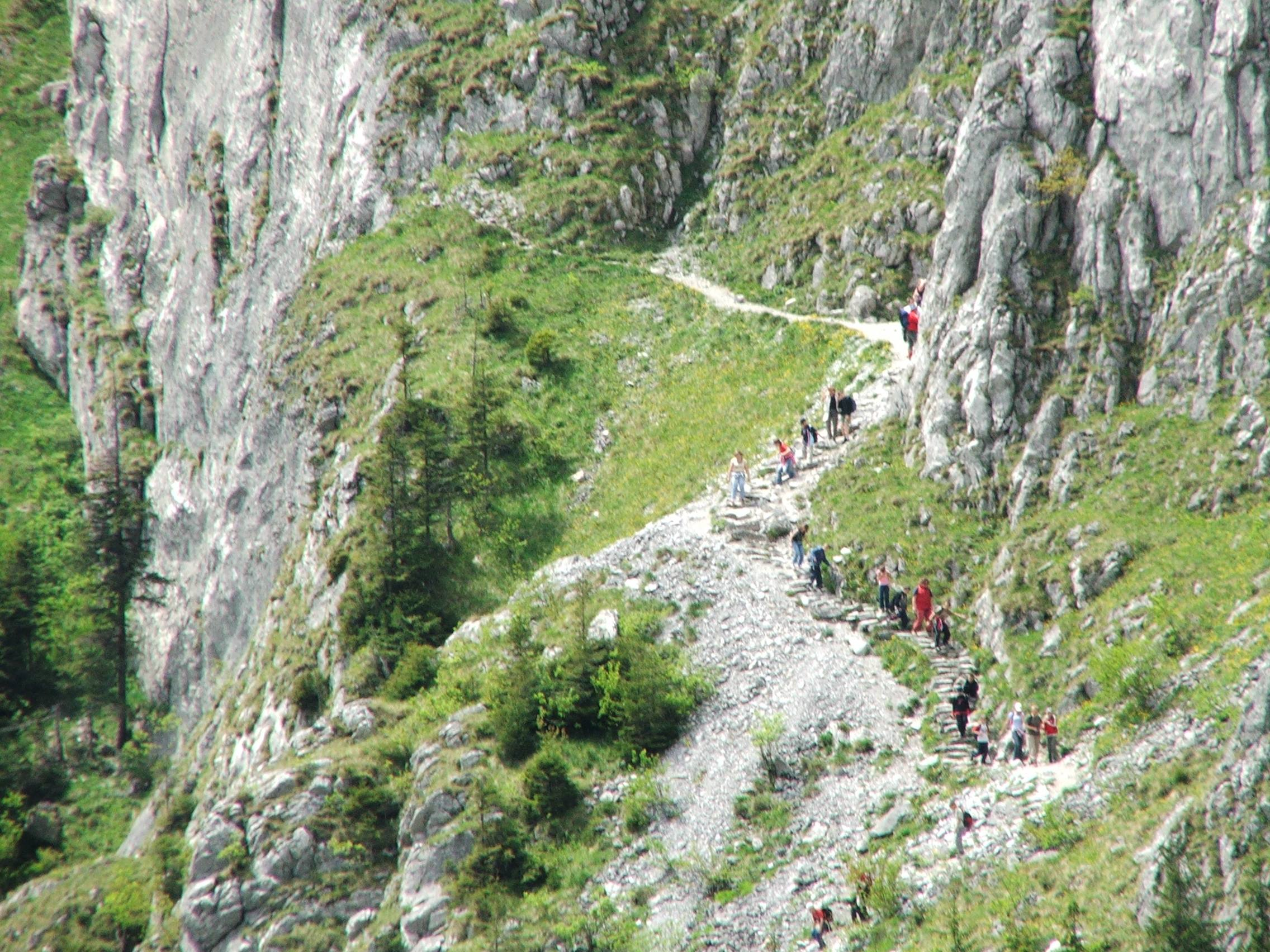
Ścieżka do Jaskini Raptawickiej

## Opis jaskini
Jaskinię stanowi poziomy korytarz, który po kilkunastu metrach kończy się ślepo. Jest lekko meandrujący, a trzy metry przed jego końcem znajduje się zwężenie spowodowane przez nacieki.
Boczne ciągi odchodzące z korytarza są niewielkie. Jest to 1-metrowa wnęka, a także dwie krótkie szczeliny.

## Przyroda
Jaskinia jest jednym z fragmentów podziemnych przepływów Potoku Kościeliskiego. Są w niej niewielkie nacieki, mleko wapienne i małe pola ryżowe. Za zaciskiem występuje na ścianach polewa około 5 cm grubości. 
W jaskini nie ma żadnej roślinności. Mieszkają w niej gryzonie.

## Historia odkryć
Jaskinia była znana od dawna.Co prawda nie opisał jej Jan Gwalbert Pawlikowski w 1887 roku chociaż był w sąsiadującej z nią Dziurze nad Jaskinią Raptawicką I, ale w pamiętnikach wspomniał o występowaniu paru grot w tej okolicy. 
Kazimierz Kowalski w 1952 roku sporządził plan i opis jaskini.